# Boophis goudotii
Boophis goudotii Tschudi, 1838 è una rana della famiglia Mantellidae, endemica del Madagascar.

## Distribuzione e habitat
Questa specie ha un areale relativamente ampio che comprende gli altipiani del Madagascar centrale ma anche aree del Madagascar occidentale e settentrionale, da 900 a 2.200 m di altitudine.
Si adatta ad habitat molto differenti che vanno dalla foresta pluviale alle risaie, prediligendo le acque lente o stagnanti.